# Bloemfontein Celtic Football Club
El Bloemfontein Celtic fue un club de fútbol de Sudáfrica, de la ciudad de Bloemfontein. Fue fundado en 1969 y jugó en la Premier Soccer League hasta 2021 cuando vendió la franquicia al Royal AM FC.

## Jugadores

### Plantilla

#### Altas y bajas 2018–19 (verano)
| Altas   | Altas    | Altas       | Altas | Altas |
| Jugador | Posición | Procedencia | Tipo  | Costo |
| ------- | -------- | ----------- | ----- | ----- |

| Bajas   | Bajas    | Bajas   | Bajas          | Bajas |
| Jugador | Posición | Destino | Tipo           | Costo |
| ------- | -------- | ------- | -------------- | ----- |
| r       | d        | m       | Cesión.        | --    |
| l       | D        | k       | Fin de cesión. | --    |

## Entrenadores
- Milo Bjelica (1990–1991)
- Paul Dolezar (2005–2006)
- Tony De Nobrega (2006–2007)
- Khabo Zondo (2007–2008)
- David Modise (interino) (2008)
- Mich d'Avray (2008)
- Owen Da Gama (2008-2010)
- Clinton Larsen (2010-octubre de 2013)[8]
- Boebie Solomons (interino- octubre de 2013)[8]
- Ernst Middendorp (octubre de 2013-diciembre de 2014)[9][10]
- Clinton Larsen (diciembre de 2014-noviembre de 2015)[10][11]
- Duncan Lechesa (interino- noviembre de 2015-diciembre de 2015)[11]
- Serame Letsoaka (diciembre de 2015-octubre de 2016)[12][13]
- Hloni Seema (interino- octubre de 2016-enero de 2017/enero de 2017-?)[13][14][15]
- Luc Eymael (marzo de 2017-mayo de 2017)[15][16]
- Hloni Seema (interino- mayo de 2017-julio de 2017)[17][18]
- Veselin Jelušić (julio de 2017-junio de 2018)[18][19]
- Steve Komphela (junio de 2018-diciembre de 2018)[20][1]
- Lehlohonolo Seema (interino- diciembre de 2018-presente)[1]

## Palmarés

### Torneos nacionales
- Copa de Sudáfrica (1): 1985
- MTN 8 (1): 2005
- Copa de la Liga de Sudáfrica (1): 2012